# Авось (скалы)
Авось (яп. アボス, Абосу), также айн. ハイノコ, Хайноко и яп. 帆掛岩, Хокаке — группа из 4-х скал, расположенных в северной группе Большой гряды Курильских островов. Административно входят в Северо-Курильский район Сахалинской области.

## География и геология
Крупнейшая скала имеет высоту 35 м, бурого цвета, причудливой формы, напоминающая судно под парусами. Ещё одна скала, расположенная к юго-востоку от крупнейшей, и ещё две, расположенные от неё к северо-востоку, соединены подводным рифом. Выстроенные по дуге полуокружности скалы являют собой выступающие над водой остатки разрушенного вулканического конуса.
Скалы представляют собой остатки потухшего доледникового вулкана, поднявшегося со дна желоба, которым заканчивается Курильская котловина Охотского моря. Вулкан имел большую 140-метровую террасу и в голоцене активности не проявлял.
Из-за отстояния данной вулканической постройки к западу от основной оси Большой Курильской гряды относится вулканологами к её западной зоне. В 20 км к востоко-северо-востоку от данного географического объекта располагается ближайший относительно крупный остров Маканруши (также относится к западной зоне).

## Природа
У скал собираются сивучи, на них гнездятся кайры, морские чайки и бакланы.

## Название
Русское название скалы получили в честь одномачтового 8-пушечного тендера «Авось». Имя скале (напоминающей парусник) было дано в 1806 году лейтенантом Н. А. Хвостовым по имени судна Российско-Американской компании, которым командовал лейтенант Г. И. Давыдов.
В атласе М.Д. Тебенькова, изданном в 1852 году (полное название «Атлас северо-западных берегов Америки от Берингова пролива до м. Корриэнтес и островов Алеутских с присовокуплением некоторых мест северо-восточного берега Азии»), наряду с «хвостовским» названием «камни Авось» в скобках указано туземное название «Хайнотки».
Географическо-статистический словарь Российской империи (т.III, 1866 год) сообщает в статье о Маканруши (со ссылкой на осмотр острова, который сделал в 1720 году И.М. Евреинов): «Верстах въ 14 къ ю.-з. от острова стоит отдельная скала Хайнотка».
В японское время (1875-1945) название скал Авось вначале звучало у японцев как Абосу, а потом оно было сменено на чисто японское Хокаке.

## История
Симодский трактат 1855 года признал права Российской империи на этот географический объект, однако в 1875 году он, как и все находившиеся под российской властью Курилы, был передан Японии в обмен признание российских прав на Сахалин.

### В составе Японии
В 1875—1945 годах принадлежали Японии. 
Согласно административно-территориальному делению Японии скалы стали относиться к уезду (гуну) Шумшу (Сюмусю в японском произношении), который охватывал не только сам Шумшу, но и все близлежащие Курильские острова и скалы до Шиашкотана и Мусира на юге включительно. Уезд в свою очередь входил с 1876 по 1882 год в состав провинции Тисима под управлением Комиссии по колонизации Хоккайдо; с 1882 до 1886 года — в состав префектуры Нэмуро, после — префектуры Хоккайдо.

### В составе СССР / РСФСР — России
В 1945 году по итогам Второй мировой войны георгафический объект перешёл под юрисдикцию СССР.
2 февраля 1946 года включён в состав Южно-Сахалинской области.
2 января 1947 года включён в состав Сахалинской области РСФСР.
С 1991 года в составе Российской Федерации.
С 1991 года в составе России, как страны-правопреемницы СССР.

### Особая позиция Японии по территориальной принадлежности скал
Используя в территориальном споре с Россией фактор Сан-Францисского мирного договора 1951 года, который не был подписан СССР, японское правительство, тем не менее, опирается на те варианты толкований договоренностей между союзниками — СССР, США, Великобританией и Китаем — которые подкрепляют японскую позицию. В частности, поскольку в Сан-Францисском договоре не оговаривается, в пользу какого государства Япония отказывается от своих прав на Курилы, принадлежность скал, по мнению японского правительства, до сих пор не определена, а за Россией признаётся лишь «фактический контроль».